# Episothalma cognataria
Episothalma cognataria är en fjärilsart som beskrevs av Swinhoe 1903. Episothalma cognataria ingår i släktet Episothalma och familjen mätare. Inga underarter finns listade i Catalogue of Life.